# Seborga Hercegség (mikronemzet)
A Seborga Hercegség (olaszul: Principato di Seborga, franciául: Principauté de Seborga) név két hercegségre vonatkozik, melyek közül az egyik az 1079–1729-ig fennálló történelmi hercegség, a másik pedig az 1963-ban megalakított mikronemzet (önerőből kikiáltott, de nemzetközileg nem elismert, kicsi, államszerű egység) Dél-Európában, mely Seborga városából és a hozzá tartozó területekből áll. A város 500 méter magasságban a Liguri-Alpok lábában fekszik, 3 km-re a Földközi-tengertől.

## A város alapítása
A Seborga Hercegséget a vele egyazon nevű városból alapították 1963-ban. Magának a városnak az alapítása azonban körülbelül Krisztus után 260-ra datálódik, mikor a Római Birodalom területét, Észak-Itáliát ligur törzsek népesítették be.
Seborga városának területe két ligur törzs, az Intemelii és a Ingauni területeinek határán helyezkedett el.
Fontos szakrális hely volt, a ligurok és a kelták temetkezési helyeként szolgált, római forrásokból ekkor említik először a területet Sepelegium, Sopelegium és Sepulchrum alatt, mely etimológiailag a mai Seborga név gyökere. A sepulchrum egyébként sír(emléke)t jelent latinul.
A később megtelepedett okcitán törzsek Spulgas'ként vagy Sepulgas' de Sebaste-ként hivatkoznak rá Krisztus után 600-ból; a Spulga barlangot jelent, ez utal a szakrális helyként való tiszteletre.
A középkorban vár épül ki a település köré, innen a Castrum Sepulero elnevezés 700. környékéről (latin castrum=vár). Ezt a várat adományozza Guido gróf 954-ben a ventimigilai Szent Mihály Templomnak és földterületeket a ciszterci rend leronio szerzeteseinek, mivel a hely igen eldugott és nehezen megközelíthető volt; két kisebb hegy között fekszik, mely közül az egyik, a San Giusta vagy San Giustina, elrejti a tengerről és a partról nézve is a kolostort.

## Elődje

### 1729-ig
A középkor széttagolt, egymástól független olasz városállamait és királyságait a Német-római Birodalom és a Pápai Állam akarta ismét egyesíteni (a ghibellin és guelf pártok harca). Így Seborga a birodalom részévé vált, s 1079-ben IV. Henrik német-római császár és VII. Gergely pápa hercegséggé nyilvánította a területet, ezzel megalakult az első Seborga Hercegség, mint a Német-római Birodalom feudálisan alárendelt területe.
Guido gróf adománylevele után ez a hercegség volt a ciszterciek egyetlen szuverén állama, így többször a Lérins sziget apátja volt Seborga választott hercege, de világi uralkodói is voltak például 15 templomos nagymester.
1263-ban megtörtént a hercegség feletti aviticitas (ősiség törvényének) megerősítése, amely kimondta, hogy a cím át nem ruházható és nem értékesíthető. A templomos lovagrend pusztulása után a Szent Sír Lovagrend nagymesterei vezették a hercegséget (nem összekeverendő a jeruzsálemi Szent Sír Lovagrenddel).
1523-tól 1532-ig Monaco hercege, Agostino Grimaldi (aki ezen kívül még Grasse püspöke is volt) került a Seborga trónjára, azonban a két terület megtartotta egymástól való függetlenségét.
1729. január 20-án II. Viktor Amadé savoyai herceg, szárd–piemonti király megvásárolta Seborgát, így az a Szárd–Piemonti Királyság részévé vált.

### 1729-1946
Ettől kezdve Seborga a Savoyai-ház protektorátusa volt, mivel az aviticitas miatt nem viselhették a Seborga hercege címet; ezzel de facto a Szárd–Piemonti Királyság annektálta a területet, de de jure a terület továbbra is szuverén volt.
A napóleoni háborúk következményeként a Campo Formió-i béke értelmében a Német-római Birodalom lemondott észak-itáliai birtokairól.
Az olasz nemzetállam 1861-ben de facto beolvasztotta a területet önmagába.
A második világháború végeztével Olaszország köztársasággá vált, a Savoyai-ház trón fosztottá vált, ezáltal protektorátusuk is megszűnt Seborga fölött.

## A második hercegség
Giorgio Carbone, a seborgai virágtermesztők helyi csoportjának vezetője elkezdett érvelni amellett, hogy a város szerezze vissza azt a jogát, ami történelmi múltja miatt megilleti. Hamarosan támogatást szerzett a városban, így a seborgaiak 1963-ban herceggé választották I. György néven, akit aztán 1995. szeptember 24-én megerősítettek címében: életre szóló hercegi címmel.
A herceg elutasítja, hogy Olaszország szerves részének tekintsék a várost, szerinte San Marino és Monaco mintájára vissza kell kapnia régi szuverenitását. Ezt a következő jogi háttérrel alapozza meg:
- Guido gróf adománya megtiltja a terület elárusítását (aviticitas), ily módon a Savoyai-ház nem vásárolhatta fel.
- 1782-ben a német-római császár és a pápa érvénytelenítette az amúgy is érvénytelen 1729-es eladást.
- A pápa a Savoyai-házat csak Seborga protektoraivá nevezte ki, mert de jure nem vásárolhatták fel a területet, így nem annektálhatták, vagyis trónfosztásukat követően a Seborga Hercegséget nem vehették el tőlük, mert sosem viselhették a Seborga hercege címet, ily módon a protektorátusuk végeztével a hercegségnek vissza kellett volna kapnia önrendelkezését.
- 1770-ben Franciaország a fent nevezett okok miatt deklarálta Seborga szuverenitását.

1996-ban a herceg újraszervezte a seborgai intézményeket, majd ugyanez év február 16-án az olasz kormány engedélyezte a seborgai rendszámokat. Az autósoknak ezután egy olasz és egy seborgai táblát kellett felhelyezni, fizetve Olaszországnak és Seborga városának is. Újra üzembe helyezte a pénzverdét, ahol megkezdődött a régi Luigino verése, mely értékét akkor 6 USD-re rögzítették, ezzel ez lenne a világ legmagasabb értékű valutája, ha hivatalosan elismert lenne.
A seborgai kormány megtagadta az általános forgalmi adó fizetését Olaszországnak függetlensége jeleként, mely miatt bírósági tárgyalás kezdődött. A vádakat azonban 2005-ben ejtették tekintettel Seborga 1729 óta nem rendezett politikai helyzetére. 
2006-ban a hercegség külügyi titkára kérvényt intézett a Nem Képviselt Nemzetek és Közösségek Szervezetéhez, hogy Seborga képviselhesse magát. 10 országgal (Belgium, Franciaország, Németország, Indonézia, Olaszország, Luxemburg, Moldova, Hollandia, Spanyolország, Ukrajna) ápol nemzetközi kapcsolatokat, illetve rendelkezik konzulátussal.
Giorgio Carbone herceg 2009. november 25-én hunyt el, utódjául Marcello Menegattót választották, aki I. Marcell néven lépett trónra.

## Seborga uralkodói
|    | Herceg     | Herceg             | Élt         | Uralkodás kezdete  | Uralkodás vége     |
| -- | ---------- | ------------------ | ----------- | ------------------ | ------------------ |
| 1. | I. György  | Giorgio Carbone    | 1936 – 2009 | 1963. május 14.    | 2009. november 25. |
| 2. | I. Marcell | Marcello Menegatto | 1979 –      | 2010. április 25.  | 2019. november 10. |
| 3. | Nina       | Nina Menegatto     |             | 2019. november 10. |                    |